# Johannes Grant
Johannes Grant oder auch Johannis Grandi, etwa „Johannes der Großartige“, war ein deutscher Ingenieur, der auf Seiten der Byzantiner bei der Verteidigung von Konstantinopel im Jahr 1453 gegen die Osmanen mitwirkte.

## Leben und Wirken
Über sein Leben ist so gut wie nichts bekannt, Zeitgenossen bezeichnen ihn als Deutschen. Der Historiker Steven Runciman spekuliert aufgrund des Namens über eine mögliche Herkunft aus Schottland.
Johannes kam im Rahmen des genuesischen Kontingents zur Verteidigung in die Stadt. Während der Belagerung von Konstantinopel war es seine Aufgabe, die gegnerischen Tunnelsysteme unter der Erde ausfindig zu machen und diese zu zerstören. Dadurch konnte ein Einstürzen der Wälle und damit eine vorzeitige Einnahme der Stadt verhindert werden.